# Mauritius International 2001
Die Mauritius International 2001 im Badminton fanden als offene internationale Meisterschaften von Mauritius Mitte September 2001 statt.

## Sieger und Platzierte
| Disziplin    | Gold                                 | Silber                          | Bronze                          |
| ------------ | ------------------------------------ | ------------------------------- | ------------------------------- |
| Herreneinzel | Sydney Lengagne                      | Stephan Beeharry                | Hyder Aboobakar                 |
| Herreneinzel | Sydney Lengagne                      | Stephan Beeharry                | Gilles Allet                    |
| Dameneinzel  | Michelle Edwards                     | Amrita Sawaram                  | Juliette Ah-Wan                 |
| Dameneinzel  | Michelle Edwards                     | Amrita Sawaram                  | Karen Foo Kune                  |
| Herrendoppel | Geenesh Dussain Yogeshsingh Mahadnac | Hyder Aboobakar Vishal Sawaram  | Gilles Allet Stephan Beeharry   |
| Herrendoppel | Geenesh Dussain Yogeshsingh Mahadnac | Hyder Aboobakar Vishal Sawaram  | Georgie Cupidon Nicholas Jumaye |
| Mixed        | Stephan Beeharry Shama Aboobakar     | Georgie Cupidon Juliette Ah-Wan | Geenesh Dussain Anusha Dajee    |
| Mixed        | Stephan Beeharry Shama Aboobakar     | Georgie Cupidon Juliette Ah-Wan | Stewart Carson Michelle Edwards |